# Oxana Rakhmatulina
Oxana Rakhmatulina (7 de dezembro de 1976) é uma basquetebolista profissional russa.

## Carreira
Oxana Rakhmatulina integrou a Seleção Russa de Basquetebol Feminino, em Pequim 2008, que conquistou a medalha de bronze.